# Carlos Didier
Carlos de Vasconcellos Didier (Rio de Janeiro, 1 de fevereiro de 1954), mais conhecido como Carlos Didier, é um engenheiro, musicólogo, violonista e compositor brasileiro.

## Biografia
Natural do Rio de Janeiro, é historiador da música popular brasileira, biógrafo de Noel Rosa e de Orestes Barbosa. Fundador - ao lado de seu irmão, o maestro Aluísio Didier, e do percussionista Oscar Bolão - do conjunto Coisas Nossas, cujos primeiros temas de pesquisa foram Noel Rosa, Sinhô, Ismael Silva e a música do carnaval carioca.
Entre 1981 e 1983, ensinou História da Música Popular Brasileira no curso de Musicoterapia, do Conservatório Brasileiro de Música. Em 1983, publicou Tempo de bambas - o Carnaval da Praça Onze, segundo o traço de Alfredo Herculano, pela Rio Arte.
Foi diretor de produção, pesquisador e intérprete dos discos Noel Rosa Inédito e Desconhecido e A Noiva do Condutor, este estrelado por Marília Pera e Grande Othelo, em 1983 e 1985, para a Eldorado.  
Em 1990, lançou Noel Rosa - Uma Biografia, pela UnB, em co-autoria com João Máximo. Escreveu, em 2004, Abel Silva, perfil biográfico do poeta da canção, para a Editora Rio. 
Em 2005, publicou Orestes Barbosa, Repórter, Cronista e Poeta pela AGIR, Prêmio Jabuti 2006, 2º lugar, biografia.
Em 2010, publicou Nássara passado a limpo, pela editora José Olympio. 
Em 2022, publicou Negra semente, fina flor da malandragem: samba batucado do Estácio de Sá (Ed. do autor).

## Livros publicados

### Como autor
- Noel Rosa - Uma Biografia, de João Máximo e Carlos Didier, (Editora UnB, 1990)
- Orestes Barbosa, Repórter, Cronista e Poeta (Agir, 2005)
- Nássara passado a limpo (José Olympio, 2010)
- Negra semente, fina flor da malandragem: samba batucado do Estácio de Sá (Ed. do autor, 2022)

### Como organizador
- BRAGA, Rubem. Os Moços Cantam: & outras crônicas sobre música (Autêntica, 2016).